# Масонство в България
Масонството в България, наричано още Свободно зидарство, е посветителско общество, споделящо идеите и целите на световното масонство.
Както навсякъде по света, масонството в България е организирано в ложи, всяка от които има собствена история, традиция, символи, ритуали, йерархия, обредни зали (т.нар. „масонски храмове“) и други присъщи атрибути.

## Учредяване
Починът за учредяване на свободнозидарско общество в България принадлежи на Иван Ведър. След Освобождението на България той се установява в Русе и привлича няколко свободни зидари, посветени в чужбина: Тома Кърджиев, Йордан Джумалиев, поручиците Върбан Винаров и Марин Маринов, Захари Стоянов, Александър Цанов. Те учредяват първата масонска ложа в България – „Балканска звезда“ (на френски: Etoile des Balkans), утвърдена от Великия Изток на Португалия и открита за редовни занятия на 9 март 1880 г.
По-късно към „Балканска звезда“ се присъединявт: Александър Батенберг, Никола Обретенов, Ради Иванов, Димитър Карамфилович, Михаил Сарафов, Константин Величков, Спас Вацов, Константин Стоилов, Найден Бенев, Георги Златарски, Александър Шишманов, Михалаки Георгиев, Михаил Тенев, Янко Ковачев, Филип Симидов и 2 чужденци на служба в княжеския дворец – Густав Витрих и Йосиф Франц.

## Български масони
Известни личности от България, членували в масонски ложи, са:
- ложа „Заря“[2]: Александър Протогеров, Христо Стойчев, Петър Мидилев, Антон Кецкаров, Владимир Вазов, Георги Вазов, Петър Марков, Васил Кутинчев, Иван Русев, Георги Тодоров, Йеротей Сирманов, Кирил Ботев, Драган Цанков, Тодор Иванчов, Васил Радославов, Стоян Данев, Рачо Петров, Александър Малинов, Александър Цанков, Андрей Ляпчев, Никола Мушанов, Кимон Георгиев, Пенчо Златев, Андрей Тошев, Георги Кьосеиванов, Богдан Филов, Добри Божилов, Иван Багрянов, Андрей Нюйоркски, Антим Ловчански, Кирил Български, Павел Старозагорски, Стефан Български.